# بخش بورلنیه
بخش بورلنیه (به سوئدی: Borlänge kommun) یک ناحیه شهری در سوئد است که در شهرستان دالارنا واقع شده‌است.

## خواهرخوانده
شهر پیتشت خواهرخواندهٔ بخش بورلنیه هست.